# Ein Lied für jeden Sonnenstrahl
Ein Lied für jeden Sonnenstrahl ist das fünfte Studioalbum der deutschen Sängerin Stefanie Hertel, das im Mai 1995 erschien.

## Entstehung und Veröffentlichung
Die Erstveröffentlichung von Ein Lied für jeden Sonnenstrahl erfolgte am 5. Mai 1995 bei EastWest Records. Das Album erschien in seiner Originalausführung als CD mit 13 Titeln (Katalognummer: 0630-10605-2).
Geschrieben und produziert wurden alle Lieder von Erich Ließmann (Jean Frankfurter). Beim Schreibprozess bekam er bei allen Liedern Unterstützung durch Irma Holder.
Als Gastsänger auf dem Album sind Eberhard Hertel und Stefan Mross vertreten. Mit ihrem späteren Ehemann Mross nahm sie die Lieder Ein Lied für jeden Sonnenstrahl und Wir lachen uns einfach die Sonne herbei auf, mit ihrem Vater Eberhard interpretierte sie den Titel So ein Sonntag ohne Fernseh'n.

## Titelliste
| Nr. | Titel                                                      | Autor(en)                     | Produzent(en)    | Länge |
| --- | ---------------------------------------------------------- | ----------------------------- | ---------------- | ----- |
| 1.  | Ein Lied für jeden Sonnenstrahl (mit Stefan Mross)         | Jean Frankfurter, Irma Holder | Jean Frankfurter | 3:09  |
| 2.  | Wenn nicht deine frechen blauen Augen wär'n                | Jean Frankfurter, Irma Holder | Jean Frankfurter | 3:29  |
| 3.  | Auch die Sterne müssen warten                              | Jean Frankfurter, Irma Holder | Jean Frankfurter | 3:28  |
| 4.  | Max, das kleine Murmeltier                                 | Jean Frankfurter, Irma Holder | Jean Frankfurter | 3:12  |
| 5.  | Wenn a Bua kein Rad'l hat                                  | Jean Frankfurter, Irma Holder | Jean Frankfurter | 3:03  |
| 6.  | So ein Sonntag ohne Fernseh'n (mit Eberhard Hertel)        | Jean Frankfurter, Irma Holder | Jean Frankfurter | 3:10  |
| 7.  | Komm, blas' mir mal die Wolken fort                        | Jean Frankfurter, Irma Holder | Jean Frankfurter | 2:59  |
| 8.  | Oma, du verstehst mich nicht (Oberaffengeil)               | Jean Frankfurter, Irma Holder | Jean Frankfurter | 3:06  |
| 9.  | Laß doch mal die Polka raus                                | Jean Frankfurter, Irma Holder | Jean Frankfurter | 3:33  |
| 10. | Komm doch heim                                             | Jean Frankfurter, Irma Holder | Jean Frankfurter | 3:35  |
| 11. | Alles was Spass macht                                      | Jean Frankfurter, Irma Holder | Jean Frankfurter | 2:40  |
| 12. | Wir sind die Fans                                          | Jean Frankfurter, Irma Holder | Jean Frankfurter | 3:20  |
| 13. | Wir lachen uns einfach die Sonne herbei (mit Stefan Mross) | Jean Frankfurter, Irma Holder | Jean Frankfurter | 2:56  |

## Rezeption
Beim Grand Prix der Volksmusik 1995 traten Hertel und Mross mit dem Stück Ein Lied für jeden Sonnenstrahl an, wo sie gemeinsam den zweiten Platz erzielten. Mit Ein Lied für jeden Sonnenstrahl gewann das Duo am 28. Mai die deutsche Vorentscheidung des Grand Prix der Volksmusik 1995 mit 33,2 % der Stimmen. Beim Grand Prix selbst unterlagen sie mit 60 Punkten der Schweizer Sängerin Géraldine Olivier und ihrem Titel Nimm Dir wieder einmal Zeit.

## Chartplatzierungen
Ein Lied für jeden Sonnenstrahl stieg am 7. August 1995 auf Rang 96 der deutschen Albumcharts ein. Seine beste Platzierung erreichte es mit Platz 66 in der Woche vom 21. August 1995. Das Album konnte sich insgesamt neun Wochen in den Charts platzieren, letztmals auf Platz 84 in der Chartausgabe vom 9. Oktober 1995.
| ChartsChartplatzierungen | Höchstplatzierung | Wochen |
| ------------------------ | ----------------- | ------ |
| Deutschland (GfK)        | 66 (9 Wo.)        | 9      |